# 阿列克西伊夫卡 (庫皮揚斯克區)
49°36′42″N 37°10′55″E / 49.61167°N 37.18194°E
阿列克西伊夫卡（烏克蘭語：Олексіївка）是位於烏克蘭東部的村莊，由哈爾科夫州庫皮揚斯克區的舍夫琴科韦市镇負責管轄。該村始建於1920年，面積0.46平方公里，海拔高度159米，2001年人口34，人口密度每平方公里73.9人。